# Quilombo dos Palmares

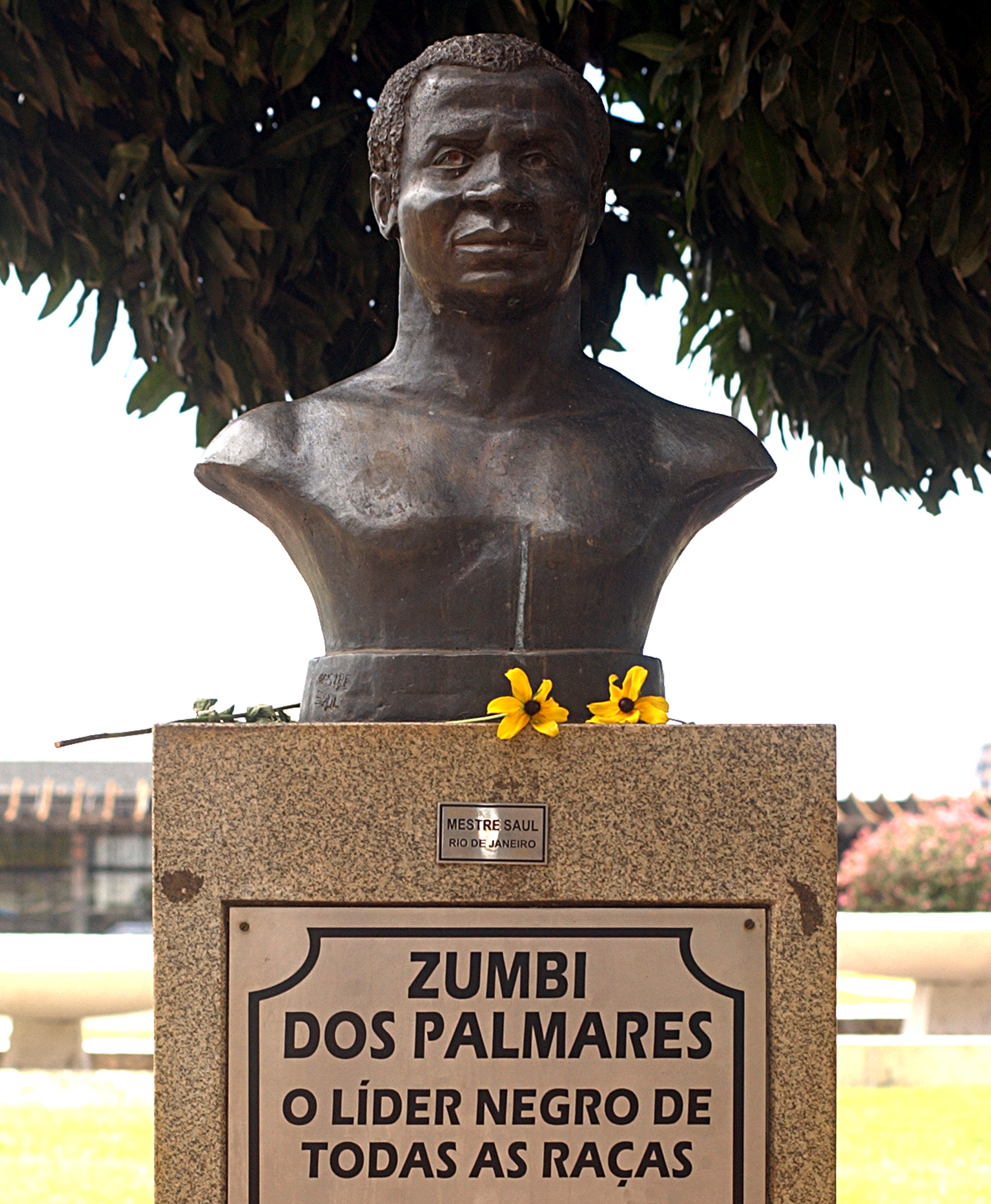
Zumbi – ostatni przywódca Quilombo dos Palmares.

Quilombo dos Palmares – państwo zbiegłych niewolników w Brazylii istniejące od końca XVI wieku do 1694 roku.

## Historia
Początki Quilombo dos Palmares sięgają jeszcze XVI wieku. Quilombo powstało na górzystych terenach porośniętych gęstym lasem palmowym. Były to rejony trudno dostępne, ciemne, wilgotne i zamieszkane przez dzikie zwierzęta. Na tym właśnie terenie, rozciągającym się na przestrzeni trzystu pięćdziesięciu kilometrów z południa na północ, a obecnie leżącym na granicy prowincji Pernambuco i Alagoas, powstała sieć przynajmniej jedenastu osad zamieszkanych przede wszystkim przez zbiegłych niewolników, ale także wszelkich innych wyrzutków systemu kolonialnego.
Według najwcześniejszych przekazów, były to wsie otoczone drewnianymi palisadami. Osada taka miała od jednej do czterech ulic. Domy były drewniane, kryte liśćmi palmowymi. W centrum wioski na placu znajdowały się kaplica, dom rady i studnia.
Każda z osad posiadała swego wodza i radę wioski. Trudniejsze decyzje były podejmowane przez zgromadzenie wszystkich dorosłych mieszkańców. Prawa były rygorystyczne i przewidywały karę śmierci za kradzież, zabójstwo, zdradę i dezercję. Mówiono mieszanką portugalskiego, języków afrykańskich i indiańskich. Wyznawana religia była synkretyzmem, łączyła elementy chrześcijaństwa i rytuałów afrykańskich (patrz: religie afroamerykańskie). Chrześcijaństwo i język portugalski spełniały funkcje unifikacyjne dla społeczności stanowiącej zlepek różnych kultur i często zupełnie obcych sobie plemion afrykańskich.
Ludność Quilombo żyła z rolnictwa. Uprawiano kukurydzę, maniok, fasolę, trzcinę cukrową, warzywa strączkowe i owoce. Wśród mieszkańców byli też rzemieślnicy, zajmujący się wyrobem narzędzi i broni. Prowadzono ożywioną wymianę handlową. Portugalczycy chętnie zaopatrywali Quilombo w uzbrojenie, z czego czerpali pokaźne zyski. Według niektórych źródeł w okresie największego rozkwitu rejon Palmares zamieszkiwało około 30 tysięcy osób.

## Panowanie Zumbiego
W 1678 roku Zumbi został faktycznym liderem Quilombo dos Palmares. Odtąd dowodził w walkach przeciw kolejnym wyprawom karnym. Ze względu na zdradę liderów, którzy przekazali wrogowi wiele informacji na temat lokalizacji, organizacji i obronności systemu osad, potrzebne było przeorganizowanie całego systemu funkcjonowania Quilombo.
Zumbi przekształcił Quilombo dos Palmares w świetnie zorganizowane państwo, w każdej chwili gotowe do konfrontacji z siłami przeciwnika.
W 1692 roku bandeirante Domingos Jorge Velho poniósł klęskę w walce z dowodzonymi przez Zumbiego oddziałami. Poprzysiągł zemstę. W dwa lata później, z pomocą księży zwołujących krucjatę przeciwko Palmares, zebrał 9-tysięczną armię i wyruszył po raz kolejny.
Po dotarciu na miejsce żołnierze Velho zastali ufortyfikowaną niczym twierdza osadę Macaco. Przeprowadzane ataki nie dały rezultatów. Sprowadzone zostały posiłki i nowatorskie wówczas działa. Osada została podpalona i w konsekwencji zdobyta po ciężkich walkach.